# Jelisavac
Jelisavac (szlovákul: Jelisavec) szlovák nemzetiségű falu Horvátországban, Eszék-Baranya megyében. Közigazgatásilag Nekcséhez tartozik.

## Fekvése
Eszéktől légvonalban 40, közúton 45 km-re nyugatra, Diakovártól légvonalban 31, közúton 37 km-re északnyugatra, községközpontjától 6 km-re északkeletre, Szlavónia középső részén, a Szlavóniai-síkságon, a Nekcséről Eszékre menő út és az Eszékről Verőcére menő vasútvonal mentén fekszik.

## Története
A falu a Pejacsevich grófok nekcsei uradalmának területén keletkezett a 19. század második felében, az 1880-as években. Első lakói a gróf hívására erdőirtásra és a környező földek megművelésére a Felvidék északi részéről, Trencsén környékéről érkezett szlovákok voltak. A gróf azért szlovákokat hívott, mivel mivel abban az időben az őslakosok között nem volt ilyen típusú munkához szokott népesség. Nevét Pejácsevich Velimir gróf feleségéről Jelisaveta (Erzsébet) grófnéról kapta. A szlovákok mellett Galiciából tíz ruszin anyanyelvű család is ide települt.
A településnek 1890-ben 495, 1910-ben 907 lakosa volt. Verőce vármegye Nekcsei járásához tartozott. Az 1910-es népszámlálás adatai szerint lakosságának 56%-a horvát, 36%-a szlovák, 6%-a ruszin anyanyelvű volt. Az első világháború után 1918-ban az új szerb-horvát-szlovén állam, majd később (1929-ben) Jugoszlávia része lett. 1991-ben lakosságának 68%-a szlovák, 27%-a horvát nemzetiségű volt. 2011-ben 1265 lakosa volt.

## Lakossága
| Lakosság változása | Lakosság változása | Lakosság változása | Lakosság változása | Lakosság változása | Lakosság változása | Lakosság változása | Lakosság változása | Lakosság változása | Lakosság változása | Lakosság változása | Lakosság változása | Lakosság változása | Lakosság változása | Lakosság változása | Lakosság változása |
| ------------------ | ------------------ | ------------------ | ------------------ | ------------------ | ------------------ | ------------------ | ------------------ | ------------------ | ------------------ | ------------------ | ------------------ | ------------------ | ------------------ | ------------------ | ------------------ |
| 1857               | 1869               | 1880               | 1890               | 1900               | 1910               | 1921               | 1931               | 1948               | 1953               | 1961               | 1971               | 1981               | 1991               | 2001               | 2011               |
| 0                  | 0                  | 0                  | 495                | 871                | 907                | 946                | 1.133              | 1.390              | 1.444              | 1.535              | 1.410              | 1.313              | 1.323              | 1.344              | 1.265              |

(1890-től településrészként, 1931-től önálló településként.)

## Nevezetességei
Szent Erzsébet tiszteletére szentelt római katolikus temploma a markovaci Szent Márk plébánia filiája.

## Kultúra
SKUD „Ivan Brnjik- Slovak” kulturális és művészeti egyesület.

## Oktatás
„Ivan Brnjik-Slovak” szlovák tannyelvű általános iskola.

## Sport
Az NK „Vihor” Jelisavac labdarúgóklub csapata a megye 3. liga keleti csoportjában szerepel. A klubot 1962-ben alapították.

## Egyesületek
- DVD Jelisavac önkéntes tűzoltó egyesület
- LU „Sokol” vadásztársaság
- „Naša djeca” egyesület helyi szervezete
- Matica Slovačka egyesület helyi szervezete

## Fordítás
Ez a szócikk részben vagy egészben  a   Jelisavac című horvát Wikipédia-szócikk ezen változatának fordításán alapul.  Az eredeti cikk szerkesztőit annak laptörténete sorolja fel. Ez a jelzés csupán a megfogalmazás eredetét és a szerzői jogokat jelzi, nem szolgál a cikkben szereplő információk forrásmegjelöléseként.